# Cinnobertangara
Cinnobertangara (Calochaetes coccineus) är en fågel i familjen tangaror inom ordningen tättingar.

## Utseende
Cinnobertangaran är en praktfull fågel i rött och svart. Fjäderdräkten är scharlakansröd, med svart på vingar, strupe och ansikte. Könen är lika. Arten liknar rödbröstad tangara, men saknar svart buk och har helsvart näbb. 

## Utbredning och systematik
Fågeln placeras som enda art i släktet Calochaetes. Den förekommer i Anderna från sydöstra Colombia till Ecuador och östra Peru (Cusco).

## Levnadssätt
Cinnobertangaran hittas i höglänt molnskog. Där födosöker den i skogens mellersta och övre skikt. Den slår ofta följe med kringvandrande artblandade flockar.

## Status och hot
Arten har ett stort utbredningsområde, men tros minska i antal, dock inte tillräckligt kraftigt för att den ska betraktas som hotad. Internationella naturvårdsunionen IUCN listar arten som livskraftig (LC).

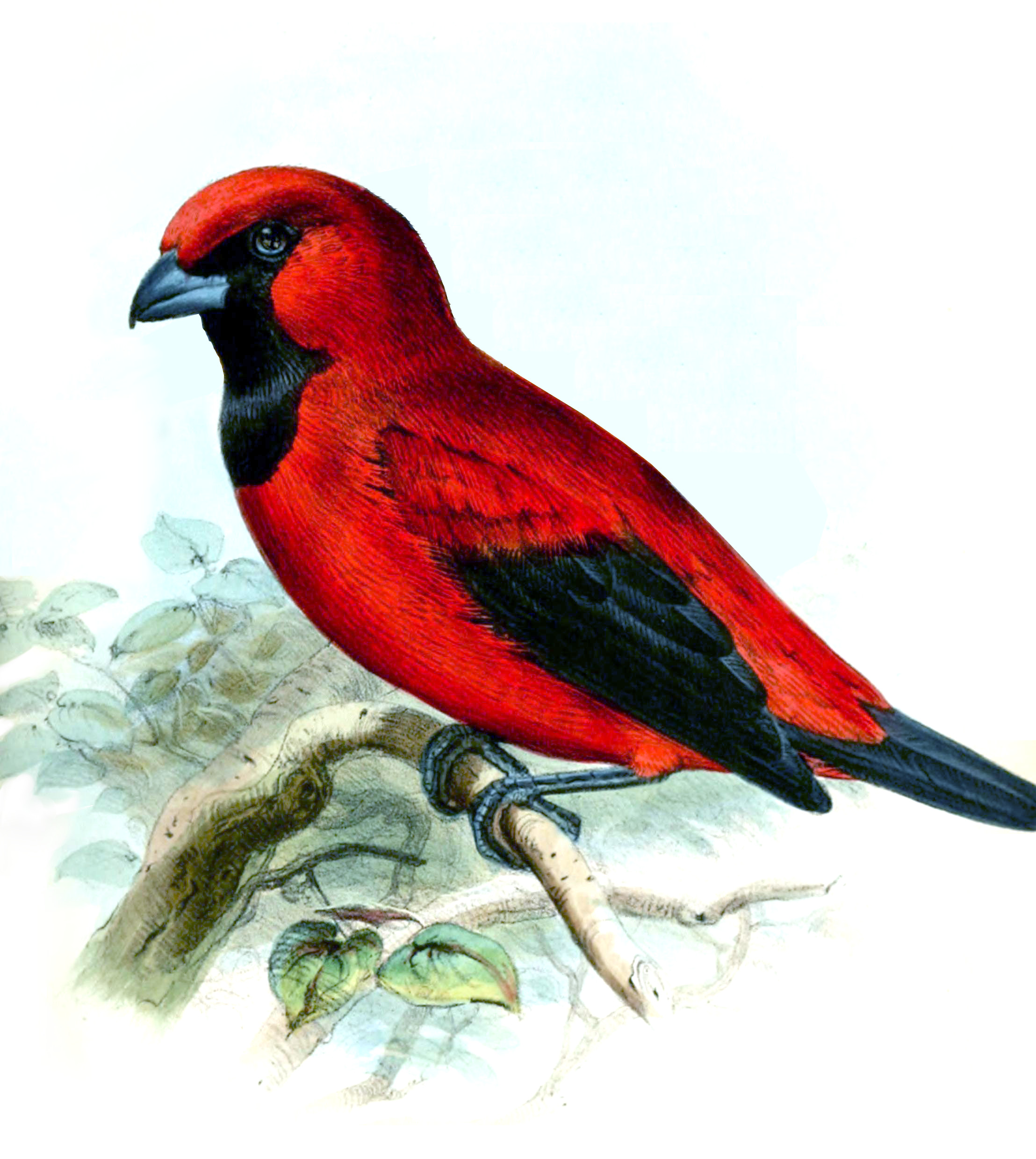